# Inhabit
Inhabit è il terzo album in studio dei Living Sacrifice, pubblicato nel 1994.

## Il disco
La prima "In the Shadow" è una canzone in stile grindcore, veloce e violenta. Non se ne differenziano molto "Unseen" e "Breathing Murder", la quale racchiude intrecci e tessiture ritmiche entusiasmanti  			ma anche curiosi solos.  I 6:30 di "Not Beneath" sono caratterizzati da violenti e riff di chitarra, in stile death metal."Mind Distant" è maggiormente melodica rispetto alle precedenti. "Darkened" e "Indwelling" alternano tempi lenti a break tirati. La finale "Departure", dopo un asfissiante grind, si  			fa improvvisamente e inaspettatamente dark ambient con sinistro  			riff che si interrompe solo al sopraggiungere di una devastante  			mitragliata di doppia cassa.

## Tracce
1. In the Shadow – 2:58
2. Not Beneath – 6:32
3. Sorrow Banished – 2:57
4. Unseen – 3:42
5. Inhabit – 3:46
6. Breathing Murder – 4:26
7. Mind Distant – 5:41
8. Darkened – 3:54
9. Indwelling – 3:13
10. Departure – 7:08

## Formazione
- D.J. - voce
- Bruce Fitzhugh - chitarra
- Jason Truby - basso
- Lance Garvin - batteria